# Východní region (Severní Makedonie)
Východní region (makedonsky Источен регион, Istočen region) je jedním z osmi statistických regionů v Severní Makedonii. V roce 2021 zde žilo 150 234 obyvatel. Největším sídlem regionu je město Štip.

## Poloha, popis
Rozkládá se ve východní části státu a jeho rozloha je 3 537 km². Sousedními regiony jsou: Vardarský, Skopský, Severovýchodní a Jihozápadní. Region hraničí na východě se sousedním Bulharskem.
Region tvoří celkem 11 opštin, jimiž jsou:
| Opština             | Obyvatel (rok 2021) | Správní centrum     | Rozloha (km²) |
| ------------------- | ------------------- | ------------------- | ------------- |
| Berovo              | 10 890              | Berovo              | 598,07        |
| Češinovo-Obleševo   | 5 471               | Obleševo            | 132,2         |
| Delčevo             | 13 585              | Delčevo             | 423           |
| Karbinci            | 3 420               | Karbinci            | 229,7         |
| Kočani              | 31 602              | Kočani              | 360,36        |
| Makedonska Kamenica | 6 439               | Makedonska Kamenica | 190,37        |
| Pehčevo             | 3 983               | Pehčevo             | 208,2         |
| Probištip           | 13 417              | Probištip           | 325,57        |
| Štip                | 44 866              | Štip                | 583,24        |
| Vinica              | 14 475              | Vinica              | 432,67        |
| Zrnovci             | 2 086               | Zrnovci             | 55,82         |